# Disuguaglianza di Prékopa-Leindler
In matematica, la disuguaglianza di Prékopa-Leindler è una disuguaglianza integrale strettamente correlata alla disuguaglianza inversa di Young, alla disuguaglianza di Brunn-Minkowski e ad altre numerose, importanti e classiche disuguaglianze in analisi. Il risultato porta il nome dei matematici ungheresi András Prékopa e László Leindler.

## Enunciato della disuguaglianza
Sia {\displaystyle 0<\lambda <1} e siano {\displaystyle f,g,h\colon \mathbb {R} ^{n}\to [0,+\infty )} tre funzioni misurabili a valori reali non negative definite su uno spazio euclideo {\displaystyle n}-dimensionale {\displaystyle \mathbb {R} ^{n}}. Supponiamo che queste funzioni soddisfino
{\displaystyle h\left((1-\lambda )x+\lambda y\right)\geq f(x)^{1-\lambda }g(y)^{\lambda }} (equazione 1)
per ogni {\displaystyle x} e {\displaystyle y} appartenenti a {\displaystyle \mathbb {R} ^{n}}. Allora
{\displaystyle \|h\|_{1}:=\int _{\mathbb {R} ^{n}}h(x)\,\mathrm {d} x\geq \left(\int _{\mathbb {R} ^{n}}f(x)\,\mathrm {d} x\right)^{1-\lambda }\left(\int _{\mathbb {R} ^{n}}g(x)\,\mathrm {d} x\right)^{\lambda }=:\|f\|_{1}^{1-\lambda }\|g\|_{1}^{\lambda }.}

## Forma essenziale della disuguaglianza
Ricordiamo che l'estremo superiore essenziale di una funzione misurabile {\displaystyle f\colon \mathbb {R} ^{n}\to \mathbb {R} } è definito da
{\displaystyle \mathop {\mathrm {ess\,sup} } _{x\in \mathbb {R} ^{n}}f(x)=\inf \left\{t\in [-\infty ,+\infty ]\mid f(x)\leq t{\text{ per quasi ogni }}x\in \mathbb {R} ^{n}\right\}.}
Questa notazione consente di enunciare la seguente forma essenziale della disuguaglianza di Prékopa-Leindler: sia {\displaystyle 0<\lambda <1} e siano {\displaystyle f,g\in L^{1}(\mathbb {R} ^{n};[0,+\infty ))} due funzioni non negative assolutamente integrabili. Sia
{\displaystyle s(x)=\mathop {\mathrm {ess\,sup} } _{y\in \mathbb {R} ^{n}}f\left({\frac {x-y}{1-\lambda }}\right)^{1-\lambda }g\left({\frac {y}{\lambda }}\right)^{\lambda }.}
Allora {\displaystyle s} è misurabile e
{\displaystyle \|s\|_{1}\geq \|f\|_{1}^{1-\lambda }\|g\|_{1}^{\lambda }.}
La forma basata sull'estremo superiore essenziale venne presentata da Brascamp e Lieb nel 1976. Il suo utilizzo può cambiare il membro sinistro della disuguaglianza. Per esempio, una funzione {\displaystyle g} che assume il valore 1 esattamente in un punto, di solito, non produrrà un membro sinistro uguale a zero nella forma non basata sull'estremo superiore essenziale, ma produrrà sempre un membro sinistro uguale a zero nella forma basata sull'estremo superiore essenziale.

## Relazione con la disuguaglianza di Brunn-Minkowski
Si può dimostrare che l'usuale disuguaglianza di Prékopa-Leindler implica la disuguaglianza di Brunn-Minkowski nella forma seguente: se {\displaystyle 0<\lambda <1} e {\displaystyle A} e {\displaystyle B} sono sottoinsiemi misurabili limitati di {\displaystyle \mathbb {R} ^{n}} tali che la somma di Minkowski {\displaystyle (1-\lambda )A+\lambda B} è anche misurabile, allora
{\displaystyle \mu \left((1-\lambda )A+\lambda B\right)\geq \mu (A)^{1-\lambda }\mu (B)^{\lambda },}
dove {\displaystyle \mu } denota la misura di Lebesgue {\displaystyle n}-dimensionale. Quindi, la disuguaglianza di Prékopa-Leindler può anche essere usata per dimostrare la disuguaglianza di Brunn-Minkowski nella sua forma più familiare: se {\displaystyle 0<\lambda <1} e {\displaystyle A} e {\displaystyle B} sono sottoinsiemi misurabili limitati non vuoti di {\displaystyle \mathbb {R} ^{n}} tali che {\displaystyle (1-\lambda )A+\lambda B} è anche misurabile, allora
{\displaystyle \mu \left((1-\lambda )A+\lambda B\right)^{1/n}\geq (1-\lambda )\mu (A)^{1/n}+\lambda \mu (B)^{1/n}.}

## Applicazioni in probabilità e statistica
La disuguaglianza di Prékopa-Leindler risulta utile nella teoria delle distribuzioni logaritmicamente concave, poiché essa può essere usata per mostrare che la concavità logaritmica è conservata dalla marginalizzazione e dalla somma indipendente di variabili casuali distribuite logaritmicamente concave. Supponiamo che {\displaystyle H(x,y)} sia una distribuzione logaritmicamente concava per {\displaystyle (x,y)\in \mathbb {R} ^{m}\times \mathbb {R} ^{n},} in modo tale che dalla definizione abbiamo
{\displaystyle H\left((1-\lambda )(x_{1},y_{1})+\lambda (x_{2},y_{2})\right)\geq H(x_{1},y_{1})^{1-\lambda }H(x_{2},y_{2})^{\lambda }} (equazione 2),
mentre {\displaystyle M(y)} denoti la distribuzione marginale ottenuta dall'integrazione su {\displaystyle x}:
{\displaystyle M(y)=\int _{\mathbb {R} ^{m}}H(x,y)\,dx.}
Siano dati {\displaystyle y_{1},y_{2}\in \mathbb {R} ^{n}} e {\displaystyle 0<\lambda <1.} Allora l'equazione 2 soddisfa la condizione corrispondente all'equazione 1 con {\displaystyle h(x)=H(x,(1-\lambda )y_{1}+\lambda y_{2}),} {\displaystyle f(x)=H(x,y_{1})} e {\displaystyle g(x)=H(x,y_{2}),} così si applica la disuguaglianza di Prékopa-Leindler. Ciò può essere scritto in termini di {\displaystyle M} come
{\displaystyle M((1-\lambda )y_{1}+\lambda y_{2})\geq M(y_{1})^{1-\lambda }M(y_{2})^{\lambda },}
che è la definizione di concavità logaritmica per {\displaystyle M}.
Per vedere come questo implichi la conservazione della convessità logaritmica nelle somme indipendenti, supponiamo che {\displaystyle X} e {\displaystyle Y} siano variabili casuali indipendenti con distribuzione logaritmicamente concava. Poiché il prodotto di due funzioni logaritmicamente concave è logaritmicamente concavo, la distribuzione congiunta di {\displaystyle (X,Y)} è anche logaritmicamente concava. La concavità logaritmica è conservata da cambiamenti affini di coordinate, dunque anche la distribuzione di {\displaystyle (X+Y,X-Y)} è logaritmicamente concava. Poiché la distribuzione di {\displaystyle X+Y} è marginale sulla distribuzione congiunta di {\displaystyle (X+Y,X-Y),} noi concludiamo che {\displaystyle X+Y} ha una distribuzione logaritmicamente concava.